# Барбара Легницкая
Барбара Легницкая (пол. Barbara Legnicka; 1372/1384 — 9 мая 1436) — силезская княжна из легницкой линии династии Силезских Пястов, вторая жена курфюрста Саксонии Рудольфа III (ок. 1367 — 11 июня 1419).

## Биография
Барбара была старшей дочерью князя Легницкого Руперта I Легницкого и Ядвиги Жаганьской, в первом браке жены короля Польши Казимира III Великого.
6 марта 1396 года Барбара вышла замуж за курфюрста Саксонии Рудольфа III, став его второй женой. От этого брака было четверо детей:
- Рудольф (ум. 1406)
- Венцель (ум. 1407)
- Зигмунд (ум. 1407)
- Барбара (1405—1465), жена маркграфа Бранденбургского Иоганна Алхимика

Барбара Легницкая умерла в Требице 9 мая 1436 года и была похоронена в францисканской церкви Виттенберга.